# Abelizaury
Abelizaury (Abelisauridae) – mający rangę rodziny klad teropodów z grupy ceratozaurów. Zamieszkiwały one dawny południowy superkontynent Gondwanę od środkowej jury do końca kredy. Ich skamieniałości odnajdywano w dzisiejszych Afryce, Ameryce Południowej, na Subkontynencie Indyjskim, na Madagaskarze i w Europie.
Jak większość teropodów, abelizaury żywiły się mięsem i poruszały na dwóch nogach. Charakteryzowały je przysadziste kończyny dolne i rozległe ozdoby na kościach czaszki obejmujące zagłębienia i bruzdy. U późniejszych przedstawicieli, jak karnotaur, obserwuje się szczątkowe kończyny przednie, krótszą czaszkę i grzebienie kostne nad oczyma. Większość znanych abelizaurów osiągało długość od 5 do 9 metrów od czubka pyska do końca ogona, przy czym największe, takie jak Ekrixinatosaurus, dorastały prawdopodobnie do 10 – 11 m. Nim poznano je lepiej, fragmentaryczne szczątki przedstawicieli tego kladu brano za południowoamerykańskie tyranozaury.

## Budowa

### Czaszka

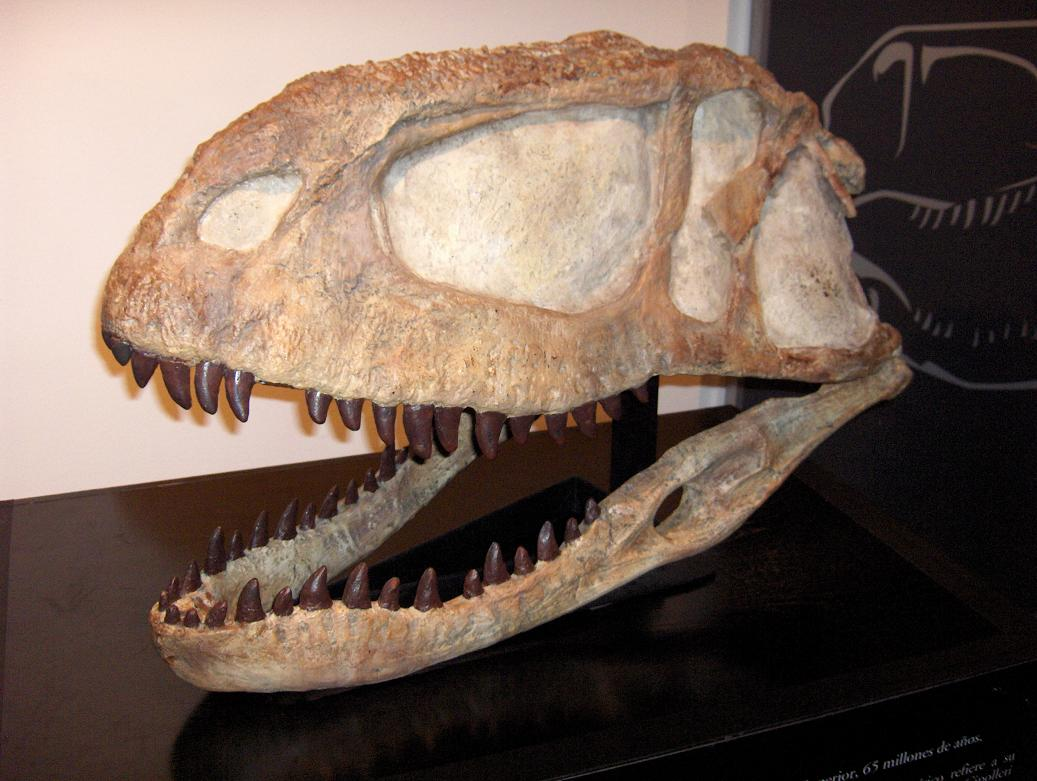
Abelisaurus comahuensis, rekonstrukcja czaszki na wystawie "Dinozaury Patagonii". Należy zwrócić uwagę na nierówne powierzchnie i wyrostki kości łzowej i zaoczodołowej w oczodole

Choć ich proporcje różniły się, czaszki abelizaurów były generalnie bardzo wysokie i często bardzo krótkie. Dla przykładu wysokość tej należącej do karnotaura prawie zrównywała się z jej długością. Dzięki bardzo wysokiej kości przedszczękowej pysk był tępy, a nie stożkowaty, jak u wielu innych dinozaurów drapieżnych.
Dwie z kości czaszki, łzowa i zaoczodołowa, wystawały z przodu i z tyłu do oczodołu, prawie dzieląc go na dwie przestrzenie. Oko znajdowało się w górnej, nachylonej nieco w kierunku zewnętrznym, co mogło zapewniać pewien stopień dwuocznego widzenia. Wspomniane wyżej kości spotykały się nad oczodołem, tworząc ponad okiem łuk lub brew.
Wiele kości czaszki miało bogatą rzeźbę z długimi bruzdami, zagłębieniami i wypustkami. Jak u innych ceratozaurów, kości czołowe zrastały się ze sobą. Wyrostki kostne często występowały w podrodzinie Carnotaurinae. Głowę karnotaura zdobiły dwa wyraźne rogi, skierowane na zewnątrz nad oczyma. Jego najbliższy krewny aukazaur miał w tym samym miejscu mniejsze wyrostki. Mażungazaur i radżazaur miały pojedynczy wystający do góry kostny twór: róg lub kopułę. Podobnie jak rogi dzisiejszych zwierząt, ornamenty te grały prawdopodobnie rolę w kontaktach społecznych, służąc rozpoznawaniu się osobników tego samego gatunku czy odstraszaniu rywali.

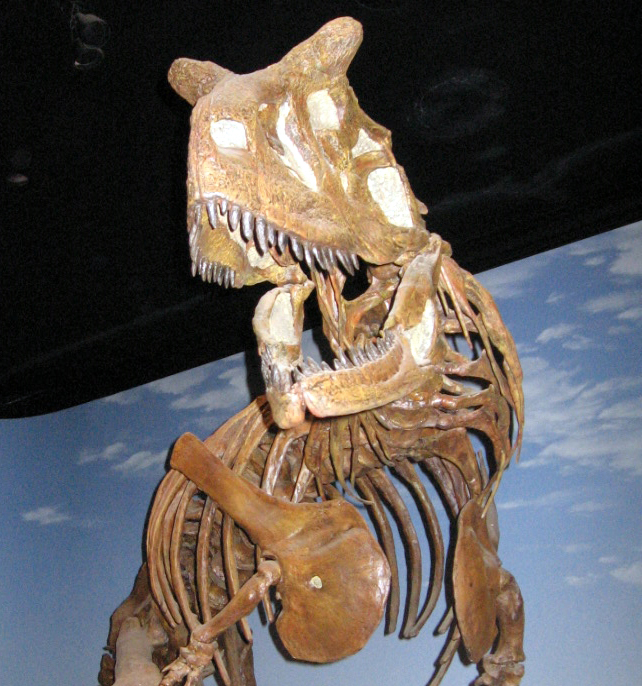
Carnotaurus, szkielet z Muzeum Historii Naturalnej w Londynie

### Kończyny górne
U wszystkich znanych przedstawicieli Carnotaurinae, jak Aucasaurus, Carnotaurus i Majungasaurus, kończyny przednie stanowiły narządy szczątkowe. Kości przedramienia, promieniowa i łokciowa, były niezmiernie skrócone. Ich długość stanowiła jedynie 25% długości kości ramiennej w przypadku karnotaura, a 33% u aukazaura.
Co typowe u ceratozaurów, dłoń obejmowała cztery palce. Na tym jednak podobieństwa się kończą. Nie występowały bowiem żadne kości nadgarstka, a cztery kości śródręcza łączyły się bezpośrednio z przedramieniem. Pierwszy i czwarty palec nie miały paliczków ani pazurów, będąc bardzo krótkie i niezdolne do ruchu. Drugi palec miał pojedynczy paliczek, trzeci natomiast dwa (dla porównania: palec ludzki składa się z trzech paliczków).
Nie wiadomo, czy ta charakterystyczna budowa kończyn właściwa jest też innym abelizaurom, niezaliczanym do Carnotaurinae. Ich kompletnych kończyn przednich nigdy nie odkryto – wyjątkiem jest kość ramienna należąca do przedstawiciela rodzaju Rahiolisaurus. Ich prymitywniejsi krewni, jak noazaur czy ceratozaur, mieli dłuższe górne kończnyny o mobilnych palcach, zakończone szponami.

### Kończyny dolne
Kończyny dolne abelizaurów były bardziej typowe jak na ceratozaury. Ich kości skokowa i piętowa łączyły się z sobą nawzajem i z kością piszczelową, tworząc tibiotarsus. Piszczel, krótsza od kości udowej, czyniła tylną kończynę przysadzistą. Noga kończyła się trzema funkcjonalnymi palcami (drugim, trzecim i czwartym). Pierwszy palec zaś, odpowiednik ludzkiego palucha, nie sięgał podłoża.

## Klasyfikacja
Paleontolodzy José Bonaparte i Fernando Emilio Novas ukuli nazwę Abelisauridae w 1985, wraz z opisaniem abelizaura, od którego termin pochodzi. Obie nazwy (rodzajowa i rodziny) pochodzą od nazwiska Roberta Abla, odkrywcy abelizaura. Do ich stworzenia użyto też greckiego słowa σαυρος/sauros oznaczającego jaszczura. Popularny przyrostek -idae, używany w nomenklaturze zoologicznej do oznaczania rodzin, pochodzi z kolei od greckiego przyrostka -ιδαι/-idai, związanego z liczbą mnogą.

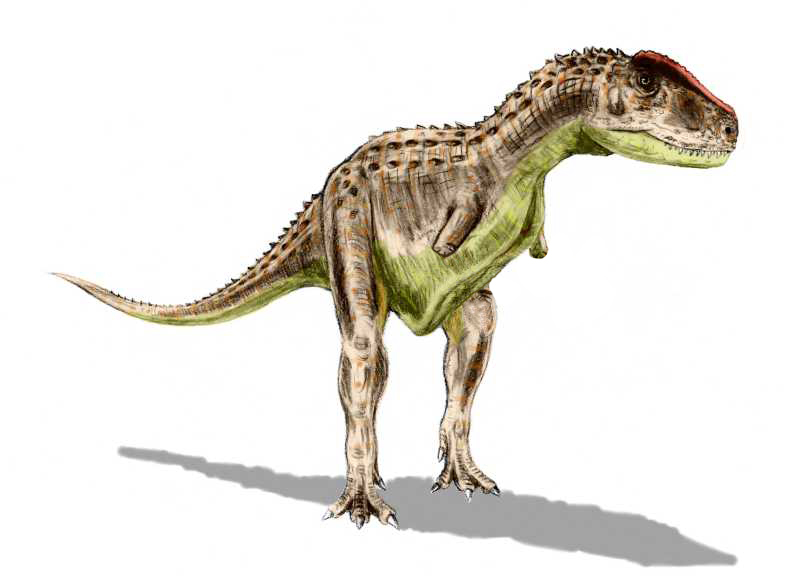
Rugops, bazalny przedstawiciel abelizaurów

Abelisauridae stanowią rodzinę w taksonomii linneuszowskiej. Zaliczają się do infrarzędu ceratozaurów (Ceratosauria) i nadrodziny Abelisauroidea, obejmującej oprócz nich także rodzinę noazaurów. Nazwie Abelisauridae nadano kilka definicji filogenetycznych. Pierwotnie rozumiano ją jako odnoszącą się do taksonu obejmującego abelizaura, karnotaura, ich ostatniego wspólnego przodka i wszystkich jego potomków.
Według późniejszej definicji obejmuje wszystkie zwierzęta bliżej spokrewnione z abelizaurem (lub bardziej kompletnym karnotaurem), niż z noazaurem. Poprzednia definicja nie objęłaby rodzajów takich, jak Rugops czy Ilokelesia, bardziej pierwotnych od abelizaura, które obejmuje nowsze ujęcie. W obrębie rodziny abelizaurów wyróżnia się podrodzinę Carnotaurinae, a w niej z kolei rodzaje Aucasaurus i Carnotaurus łączy się w plemię Carnotaurini.

### Cechy charakterystyczne
Ustalenie synapomorfii całej rodziny nastręcza trudności, odnajdywano bowiem kompletne szkielety jedynie zaawansowanych jej przedstawicieli, jak karnotaur czy aukazaur. W przypadku większości rodzajów nieznane są jednak jakiekolwiek kości czaszki, wobec czego wymieniane cechy wspólne rodziny dotyczą głównie właśnie tej części ciała.
Wiele właściwości czaszki abelizaury dzielą z karcharodontozaurami. Cechy te, a także fakt zastąpienia opisywanej tu rodziny przez karcharodontozaury w Ameryce Południowej, mogą sugerować, że obydwie grupy były ze sobą spokrewnione. Jednakże żadne analizy kladystyczne nie wykazały pomiędzy nimi bliskiego pokrewieństwa. Biorąc pod uwagę szkielet pozaczaszkowy, omawiane grupy bardzo się od siebie różniły, przypominając najbardziej odpowiednio pozostałych przedstawicieli ceratozaurów i allozauroidów.

### Taksonomia

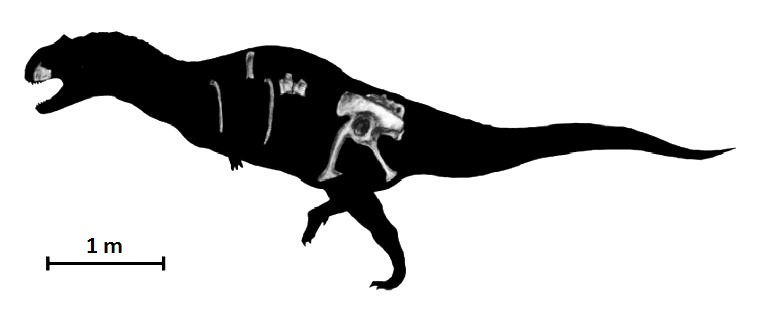
Kryptops, ilustracja przedstawiająca odnalezione skamieniałe szczątki

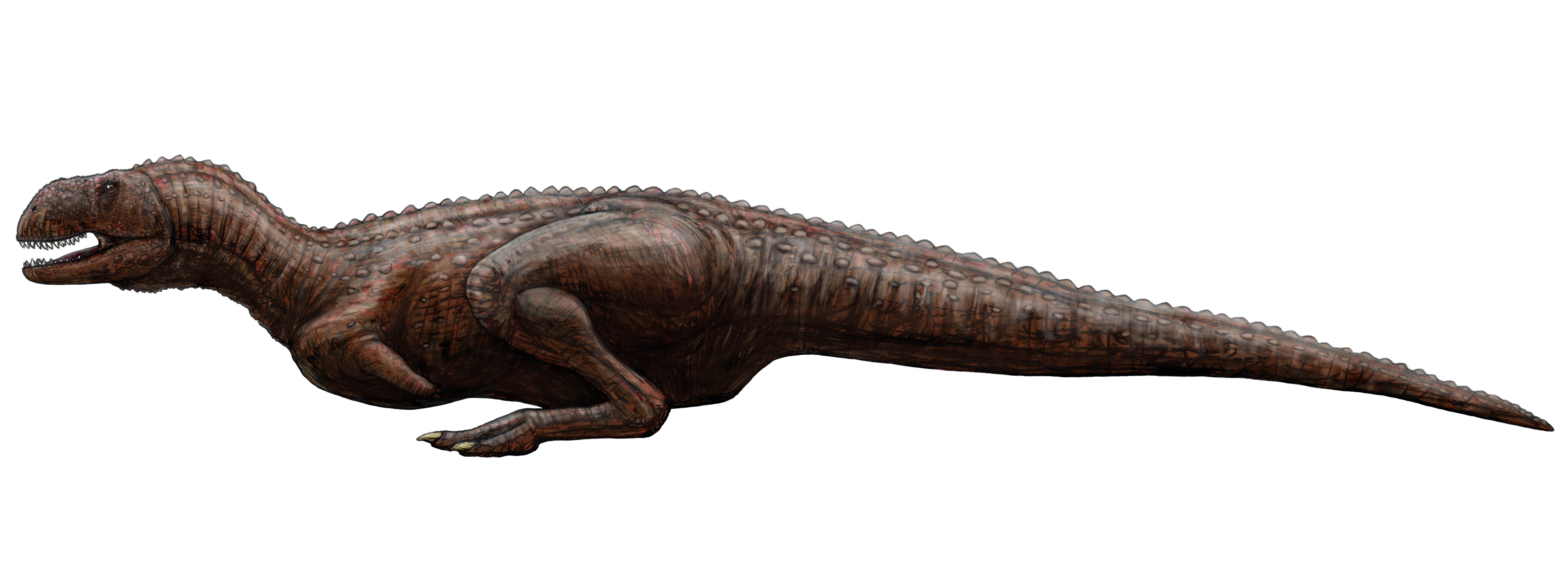
Indosuchus, wizja artysty

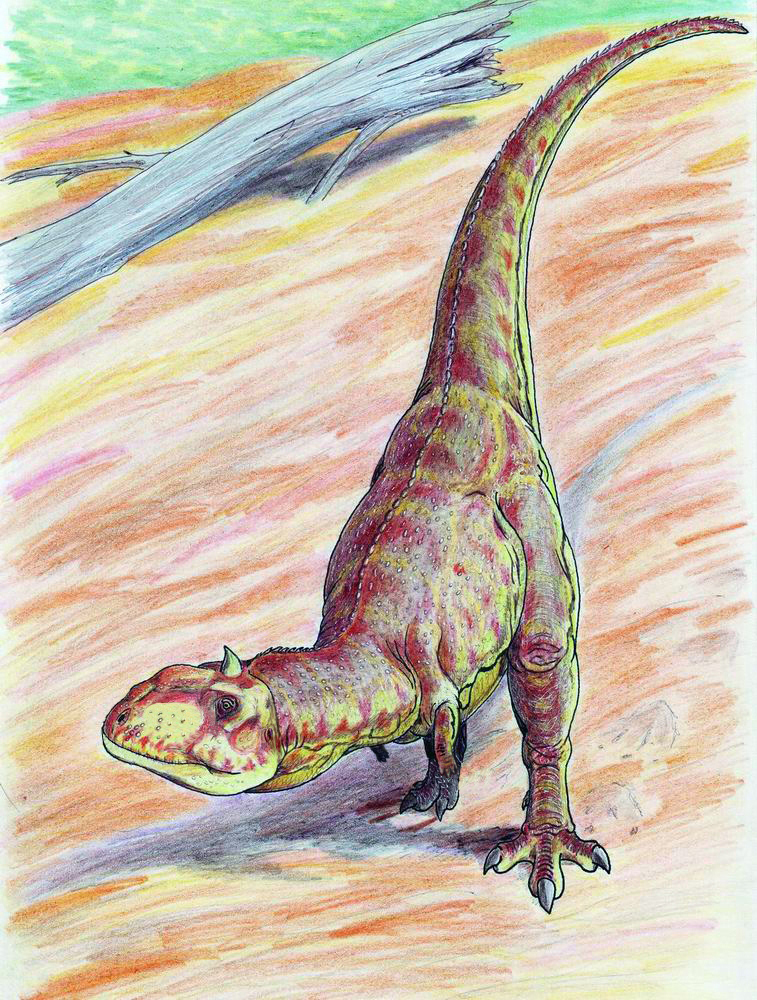
Majungasaurus, wizja artysty

Poniższa lista rodzajów uwzględnia drugą z podanych wcześniej definicji, podaje także miejsce znalezienia pozostałości wymienianych zwierząt.
- Rząd Saurischia
  - Podrząd Theropoda
    - Infrarząd Ceratosauria
      - Rodzina Abelisauridae
        - abelizaur (Abelisaurus, Argentyna)
        - Eoabelisaurus, (Argentyna)
        - kompsozuch, (Compsosuchus, Indie)
        - indozaur, (Indosaurus, Indie)
        - indozuch, (Indosuchus, Indie)
        - Kryptops[13] (Niger)
        - Rugops (Niger)
        - ksenotarsozaur (Xenotarsosaurus, Argentyna)
        - Rahiolisaurus (Indie)[14]
        - Podrodzina Carnotaurinae
          - mażungazaur (Majungasaurus, Madagaskar)
          - radżazaur (Rajasaurus, Indie)
            - Klad Brachyrostra
              - ekryksinatozaur (Ekrixinatosaurus, Argentyna)[15]
              - ilokelezja (Ilokelesia, Argentyna)[15]
              - skorpiowenator (Skorpiovenator, Argentyna)[15]
                - Plemię Carnotaurini
                  - aukazaur (Aucasaurus, Argentyna)
                  - karnotaur (Carnotaurus, Argentyna)

Indosaurus może stanowić młodszy synonim dla indozucha. Niektórzy badacze włączają argentyńskiego ksenotarsozaura i indyjskiego kompsozucha do bazalnych abelizaurów, podczas gdy inni wyłączają je w ogóle z nadrodziny Abelisauroidea. Novas i współpracownicy za ważne uznają jedynie dwa gatunki indyjskich abelizaurów – Rahiolisaurus gujaratensis i Rajasaurus narmadensis. Francuskie genuzaur i taraskozaur także nazywane są czasem abelizaurami, ale ich materiał jest fragmentaryczny i mogą być pierwotnymi ceratozaurami.

### Filogeneza
Analizy filogenetyczne z 2004 wykonane przez Paula Sereno i współpracowników zaowocowały następującym rezultatem:
|              | Majungasaurus                                              |
|              |                                                            |
| Carnotaurini | \| \| Aucasaurus \| \| \| \| \| \| Carnotaurus \| \| \| \| |
|              | \| \| Aucasaurus \| \| \| \| \| \| Carnotaurus \| \| \| \| |
|              | Aucasaurus                                                 |
|              |                                                            |
|              | Carnotaurus                                                |
|              |                                                            |

|  | Aucasaurus  |
|  |             |
|  | Carnotaurus |
|  |             |

|              | Majungasaurus                                              |
|              |                                                            |
| Carnotaurini | \| \| Aucasaurus \| \| \| \| \| \| Carnotaurus \| \| \| \| |
|              | \| \| Aucasaurus \| \| \| \| \| \| Carnotaurus \| \| \| \| |
|              | Aucasaurus                                                 |
|              |                                                            |
|              | Carnotaurus                                                |
|              |                                                            |

|  | Aucasaurus  |
|  |             |
|  | Carnotaurus |
|  |             |

|              | Majungasaurus                                              |
|              |                                                            |
| Carnotaurini | \| \| Aucasaurus \| \| \| \| \| \| Carnotaurus \| \| \| \| |
|              | \| \| Aucasaurus \| \| \| \| \| \| Carnotaurus \| \| \| \| |
|              | Aucasaurus                                                 |
|              |                                                            |
|              | Carnotaurus                                                |
|              |                                                            |

|  | Aucasaurus  |
|  |             |
|  | Carnotaurus |
|  |             |

|              | Majungasaurus                                              |
|              |                                                            |
| Carnotaurini | \| \| Aucasaurus \| \| \| \| \| \| Carnotaurus \| \| \| \| |
|              | \| \| Aucasaurus \| \| \| \| \| \| Carnotaurus \| \| \| \| |
|              | Aucasaurus                                                 |
|              |                                                            |
|              | Carnotaurus                                                |
|              |                                                            |

|  | Aucasaurus  |
|  |             |
|  | Carnotaurus |
|  |             |

|              | Majungasaurus                                              |
|              |                                                            |
| Carnotaurini | \| \| Aucasaurus \| \| \| \| \| \| Carnotaurus \| \| \| \| |
|              | \| \| Aucasaurus \| \| \| \| \| \| Carnotaurus \| \| \| \| |
|              | Aucasaurus                                                 |
|              |                                                            |
|              | Carnotaurus                                                |
|              |                                                            |

|  | Aucasaurus  |
|  |             |
|  | Carnotaurus |
|  |             |

|              | Majungasaurus                                              |
|              |                                                            |
| Carnotaurini | \| \| Aucasaurus \| \| \| \| \| \| Carnotaurus \| \| \| \| |
|              | \| \| Aucasaurus \| \| \| \| \| \| Carnotaurus \| \| \| \| |
|              | Aucasaurus                                                 |
|              |                                                            |
|              | Carnotaurus                                                |
|              |                                                            |

|  | Aucasaurus  |
|  |             |
|  | Carnotaurus |
|  |             |

|              | Majungasaurus                                              |
|              |                                                            |
| Carnotaurini | \| \| Aucasaurus \| \| \| \| \| \| Carnotaurus \| \| \| \| |
|              | \| \| Aucasaurus \| \| \| \| \| \| Carnotaurus \| \| \| \| |
|              | Aucasaurus                                                 |
|              |                                                            |
|              | Carnotaurus                                                |
|              |                                                            |

|  | Aucasaurus  |
|  |             |
|  | Carnotaurus |
|  |             |

|              | Majungasaurus                                              |
|              |                                                            |
| Carnotaurini | \| \| Aucasaurus \| \| \| \| \| \| Carnotaurus \| \| \| \| |
|              | \| \| Aucasaurus \| \| \| \| \| \| Carnotaurus \| \| \| \| |
|              | Aucasaurus                                                 |
|              |                                                            |
|              | Carnotaurus                                                |
|              |                                                            |

|  | Aucasaurus  |
|  |             |
|  | Carnotaurus |
|  |             |

|              | Majungasaurus                                              |
|              |                                                            |
| Carnotaurini | \| \| Aucasaurus \| \| \| \| \| \| Carnotaurus \| \| \| \| |
|              | \| \| Aucasaurus \| \| \| \| \| \| Carnotaurus \| \| \| \| |
|              | Aucasaurus                                                 |
|              |                                                            |
|              | Carnotaurus                                                |
|              |                                                            |

|  | Aucasaurus  |
|  |             |
|  | Carnotaurus |
|  |             |

|              | Majungasaurus                                              |
|              |                                                            |
| Carnotaurini | \| \| Aucasaurus \| \| \| \| \| \| Carnotaurus \| \| \| \| |
|              | \| \| Aucasaurus \| \| \| \| \| \| Carnotaurus \| \| \| \| |
|              | Aucasaurus                                                 |
|              |                                                            |
|              | Carnotaurus                                                |
|              |                                                            |

|  | Aucasaurus  |
|  |             |
|  | Carnotaurus |
|  |             |

|              | Majungasaurus                                              |
|              |                                                            |
| Carnotaurini | \| \| Aucasaurus \| \| \| \| \| \| Carnotaurus \| \| \| \| |
|              | \| \| Aucasaurus \| \| \| \| \| \| Carnotaurus \| \| \| \| |
|              | Aucasaurus                                                 |
|              |                                                            |
|              | Carnotaurus                                                |
|              |                                                            |

|  | Aucasaurus  |
|  |             |
|  | Carnotaurus |
|  |             |

|              | Majungasaurus                                              |
|              |                                                            |
| Carnotaurini | \| \| Aucasaurus \| \| \| \| \| \| Carnotaurus \| \| \| \| |
|              | \| \| Aucasaurus \| \| \| \| \| \| Carnotaurus \| \| \| \| |
|              | Aucasaurus                                                 |
|              |                                                            |
|              | Carnotaurus                                                |
|              |                                                            |

|  | Aucasaurus  |
|  |             |
|  | Carnotaurus |
|  |             |

|              | Majungasaurus                                              |
|              |                                                            |
| Carnotaurini | \| \| Aucasaurus \| \| \| \| \| \| Carnotaurus \| \| \| \| |
|              | \| \| Aucasaurus \| \| \| \| \| \| Carnotaurus \| \| \| \| |
|              | Aucasaurus                                                 |
|              |                                                            |
|              | Carnotaurus                                                |
|              |                                                            |

|  | Aucasaurus  |
|  |             |
|  | Carnotaurus |
|  |             |

|              | Majungasaurus                                              |
|              |                                                            |
| Carnotaurini | \| \| Aucasaurus \| \| \| \| \| \| Carnotaurus \| \| \| \| |
|              | \| \| Aucasaurus \| \| \| \| \| \| Carnotaurus \| \| \| \| |
|              | Aucasaurus                                                 |
|              |                                                            |
|              | Carnotaurus                                                |
|              |                                                            |

|  | Aucasaurus  |
|  |             |
|  | Carnotaurus |
|  |             |

|              | Majungasaurus                                              |
|              |                                                            |
| Carnotaurini | \| \| Aucasaurus \| \| \| \| \| \| Carnotaurus \| \| \| \| |
|              | \| \| Aucasaurus \| \| \| \| \| \| Carnotaurus \| \| \| \| |
|              | Aucasaurus                                                 |
|              |                                                            |
|              | Carnotaurus                                                |
|              |                                                            |

|  | Aucasaurus  |
|  |             |
|  | Carnotaurus |
|  |             |

|              | Majungasaurus                                              |
|              |                                                            |
| Carnotaurini | \| \| Aucasaurus \| \| \| \| \| \| Carnotaurus \| \| \| \| |
|              | \| \| Aucasaurus \| \| \| \| \| \| Carnotaurus \| \| \| \| |
|              | Aucasaurus                                                 |
|              |                                                            |
|              | Carnotaurus                                                |
|              |                                                            |

|  | Aucasaurus  |
|  |             |
|  | Carnotaurus |
|  |             |

Ilokelezję opisano pierwotnie jako takson siostrzany w stosunku do abelizauroidów. Jednak Sereno wstępnie umieścił ją bliżej abelizaura, niż noazaurów, czego słuszność potwierdziło kilka innych współczesnych analiz. W związku z tym użycie zmodyfikowanej definicji nazwy rodziny czyni z ilokelezji i rugopsa abelizaury, choć przy zastosowaniu pierwotnej definicji nie należałyby one do tej grupy. Ekryksinatozaura, opisanego w 2004, badania Sereno nie objęły. Jednakże niezależna analiza przeprowadzona przez Jorgego Calvo i współpracowników sugeruje, że należał do abelizaurów.
Wraz z opisem skorpiowenatora w 2008 Canalego et al. opublikowali kolejną analizę filogenetyczną skupiającą się na południowoamerykańskich abelizaurach. Zasugerowała ona, że wszystkie formy z tego kontynentu (w tym Ilokelesia) grupują się w mniejszy klas w obrębie Carnotaurinae, nazwany Brachyrostra.
|  | Carnotaurus |
|  |             |
|  | Aucasaurus  |
|  |             |

|  | Ilokelesia                                                          |
|  |                                                                     |
|  | \| \| Skorpiovenator \| \| \| \| \| \| Ekrixinatosaurus \| \| \| \| |
|  |                                                                     |
|  | Skorpiovenator                                                      |
|  |                                                                     |
|  | Ekrixinatosaurus                                                    |
|  |                                                                     |

|  | Skorpiovenator   |
|  |                  |
|  | Ekrixinatosaurus |
|  |                  |

|  | Carnotaurus |
|  |             |
|  | Aucasaurus  |
|  |             |

|  | Ilokelesia                                                          |
|  |                                                                     |
|  | \| \| Skorpiovenator \| \| \| \| \| \| Ekrixinatosaurus \| \| \| \| |
|  |                                                                     |
|  | Skorpiovenator                                                      |
|  |                                                                     |
|  | Ekrixinatosaurus                                                    |
|  |                                                                     |

|  | Skorpiovenator   |
|  |                  |
|  | Ekrixinatosaurus |
|  |                  |

|  | Carnotaurus |
|  |             |
|  | Aucasaurus  |
|  |             |

|  | Ilokelesia                                                          |
|  |                                                                     |
|  | \| \| Skorpiovenator \| \| \| \| \| \| Ekrixinatosaurus \| \| \| \| |
|  |                                                                     |
|  | Skorpiovenator                                                      |
|  |                                                                     |
|  | Ekrixinatosaurus                                                    |
|  |                                                                     |

|  | Skorpiovenator   |
|  |                  |
|  | Ekrixinatosaurus |
|  |                  |

|  | Carnotaurus |
|  |             |
|  | Aucasaurus  |
|  |             |

|  | Ilokelesia                                                          |
|  |                                                                     |
|  | \| \| Skorpiovenator \| \| \| \| \| \| Ekrixinatosaurus \| \| \| \| |
|  |                                                                     |
|  | Skorpiovenator                                                      |
|  |                                                                     |
|  | Ekrixinatosaurus                                                    |
|  |                                                                     |

|  | Skorpiovenator   |
|  |                  |
|  | Ekrixinatosaurus |
|  |                  |

Powyższe analizy wykonane zostały jeszcze przed publikacją mówiącą o odkryciu w Indiach nowego rodzaju Rahiolisaurus, dlatego nie został on w nich uwzględniony.

## Występowanie

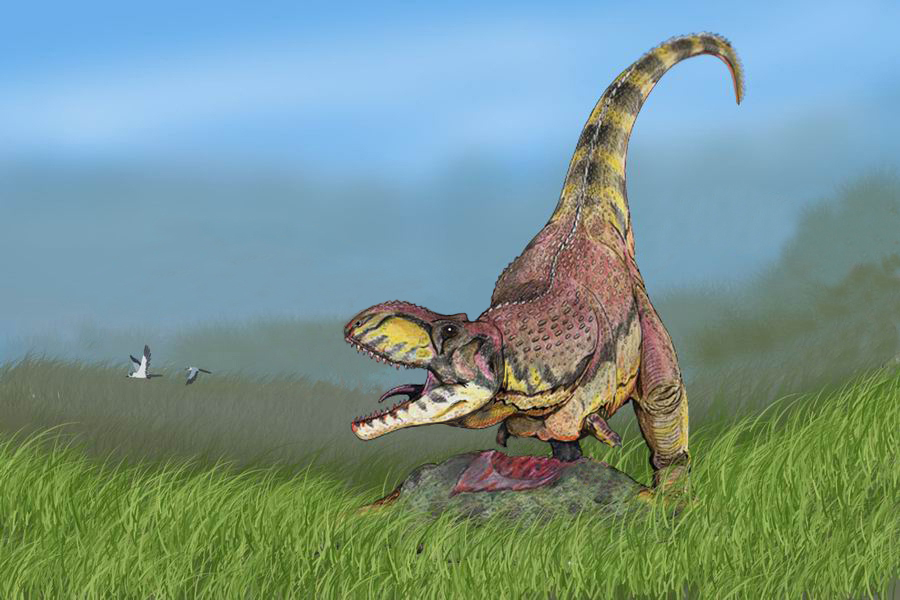
Indyjski radżazaur

Większość znanych przedstawicieli rodziny żyła w kredzie; jednak najstarszy znany przedstawiciel Abelisauridae – Eoabelisaurus mefi, którego skamieniałości odkryto w osadach formacji Cañadón Asfalto w argentyńskiej prowincji Chubut – żył już na początku środkowej jury (aalen lub bajos). Maganuco, Cau i Pasini (2005) opisali kilkadziesiąt zębów teropodów odkrytych w środkowojurajskich (baton) osadach formacji Isalo III z basenu Mahajanga na północnym zachodzie Madagaskaru; autorzy nie przesądzali pozycji filogenetycznej teropodów, do których należały te zęby i podkreślili konieczność dalszych badań, stwierdzili jednak podobieństwo niektórych z tych zębów do zębów abelizaurów. Flynn i współpracownicy (2006) wątpili jednak w możliwość ustalenia na podstawie samych zębów pozycji filogenetycznej teropodów, do których należały, i ograniczyli się uznania zębów z Madagaskaru za należące do teropodów o niepewnej pozycji filogenetycznej. Rauhut (2011) opisał dwie kości piszczelowe (oznaczone MB R 3625 i MB R 3626) oraz kość udową MB R 3621 odkryte w osadach późnojurajskich w Tendaguru w Tanzanii; z pewnością należą one do teropodów z grupy Ceratosauria i wykazują podobieństwa do kości abelizaurów. Rauhut (2011) zaznacza jednak, aby potwierdzić przynależność teropoda z Tendaguru do Abelisauridae konieczne jest odkrycie i zbadanie większej liczby jego kości.
Większość pozostałości abelizaurów odkrywano na kontynentach południowych, tworzących niegdyś superkontynent Gondwanę; jeden gatunek, Arcovenator escotae, jest jednak znany ze skamieniałości odkrytych w Europie (Francja). Gdy opisywano je po raz pierwszy w 1985, znano jedynie karnotaura i abelizaura z późnokredowej Ameryki Południowej. Zwierzęta te żyły też jednak w dzisiejszych Indiach (indozuch, radżazaur, Rahiolisaurus) i na Madagaskarze (mażungazaur). Lądy te były ściśle połączone w okresie kredowym. Uważano, że nieobecność grupy w Afryce wskazuje, że jej ewolucja rozpoczęła się już po oderwaniu kontynentu afrykańskiego od Gondwany, co miało miejsce około 100 milionów lat temu. Jednak odkrycie rugopsa i szczątków innych abelizaurów ze środka kredy w północnej Afryce podważyło tę hipotezę. W tym samym czasie grupa egzystowała też w Ameryce Południowej, co dowodzi, że musiała pojawić się przez rozpadem Gondwany; zostało to potwierdzone przez odkrycie środkowojurajskiego Eoabelisaurus mefi.